# Batrisodes lustrans
Batrisodes lustrans är en skalbaggsart som beskrevs av Thomas Casey 1908. Batrisodes lustrans ingår i släktet Batrisodes och familjen kortvingar. Inga underarter finns listade i Catalogue of Life.